# Hotel Minzu

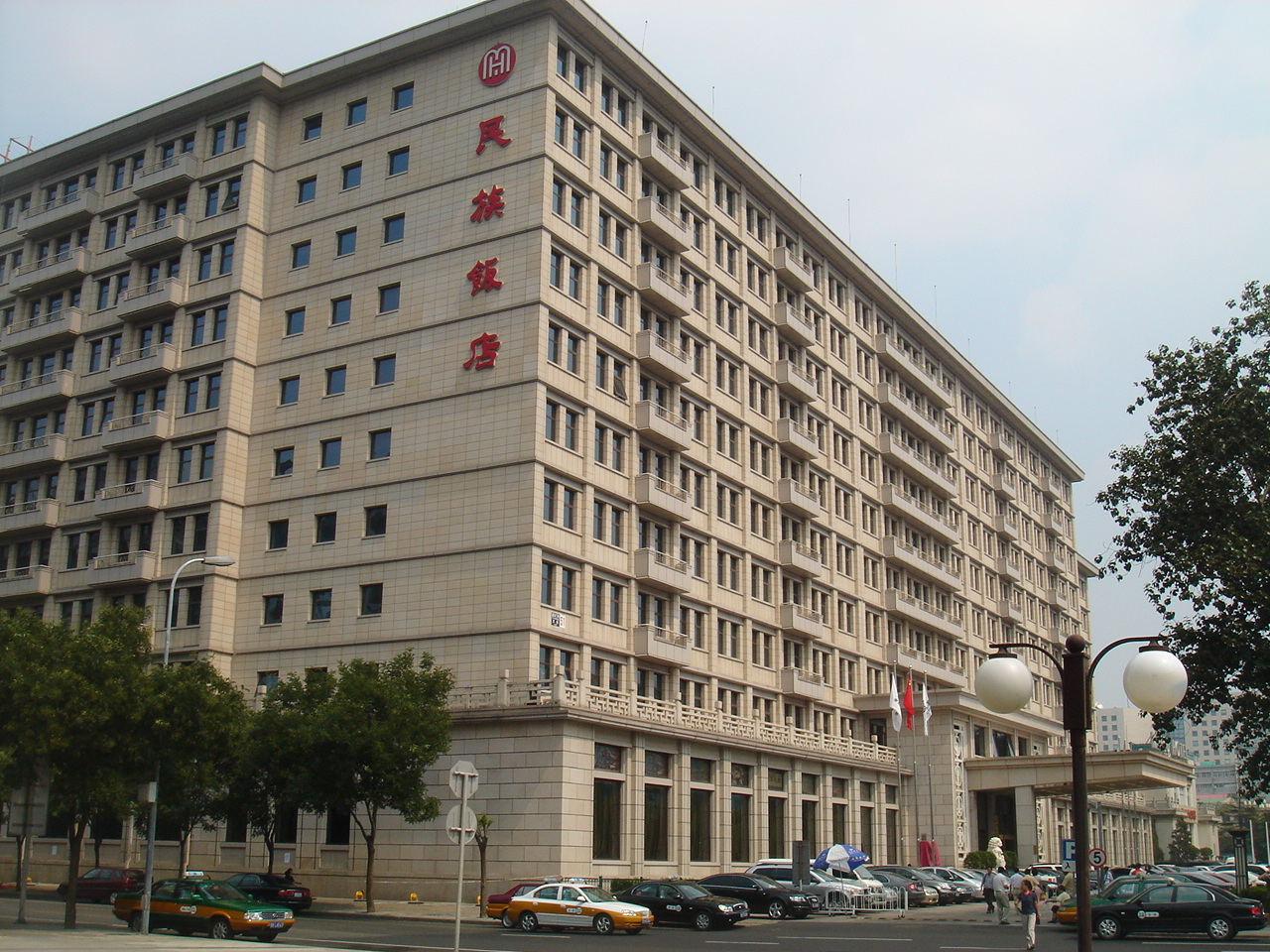
Hotel Minzu

Hotel Minzu (chiński: 民族饭店; pinyin: Mínzú Fàndiàn, dosłownie Hotel narodowości) – hotel znajdujący się w Zachodniej Alei Chang, w dzielnicy Xicheng w Pekinie w Chinach. Otwarty w 1959 roku, był jednym z Dziesięciu Wspaniałych Budowli (chiński: 十大建筑) Pekinu w latach 50., powstałych dla uczczenia 10. rocznicy powstania ChRL i gościł wiele zagranicznych delegacji. Jest to również częste miejsce konferencji prasowych. Ten 10-piętrowy, 4-gwiazdkowy hotel posiada 507 pokoi.